# Hermann Gessler

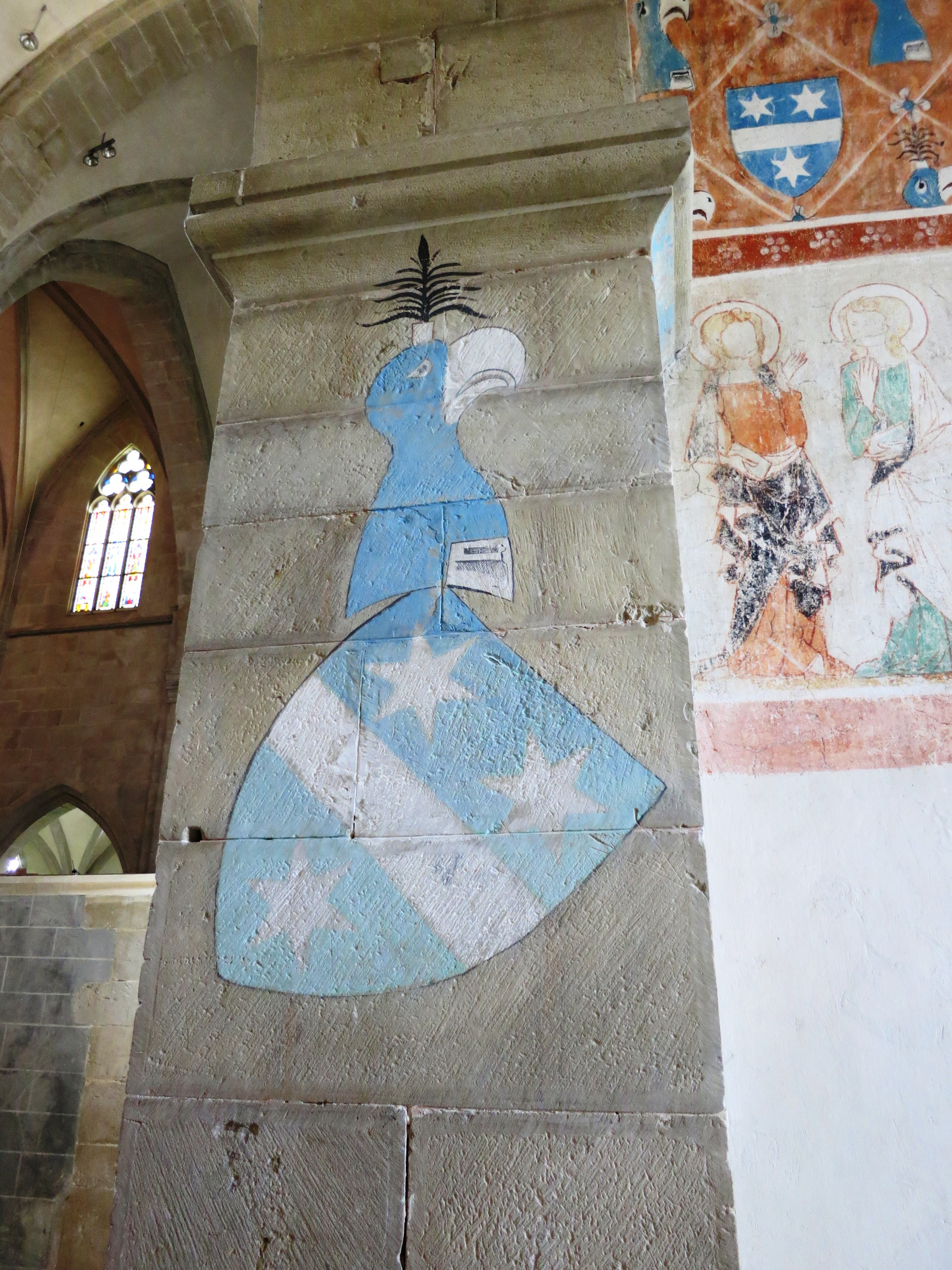
Wappen der Gessler von Brunegg im Kloster Kappel. In historisierenden Darstellungen der Tell-Sage wird dieses Wappen oft auch dem Landvogt Gessler zugeschrieben.

Gessler, der «Reichsvogt in Schwyz und Uri», ist ein legendärer Vogt der habsburgischen Herrschaft in Schwyz und Uri zur Zeit der Entstehung der Alten Eidgenossenschaft. In der Dramatisierung durch Friedrich Schiller (1804) trägt Gessler den Vornamen Hermann.

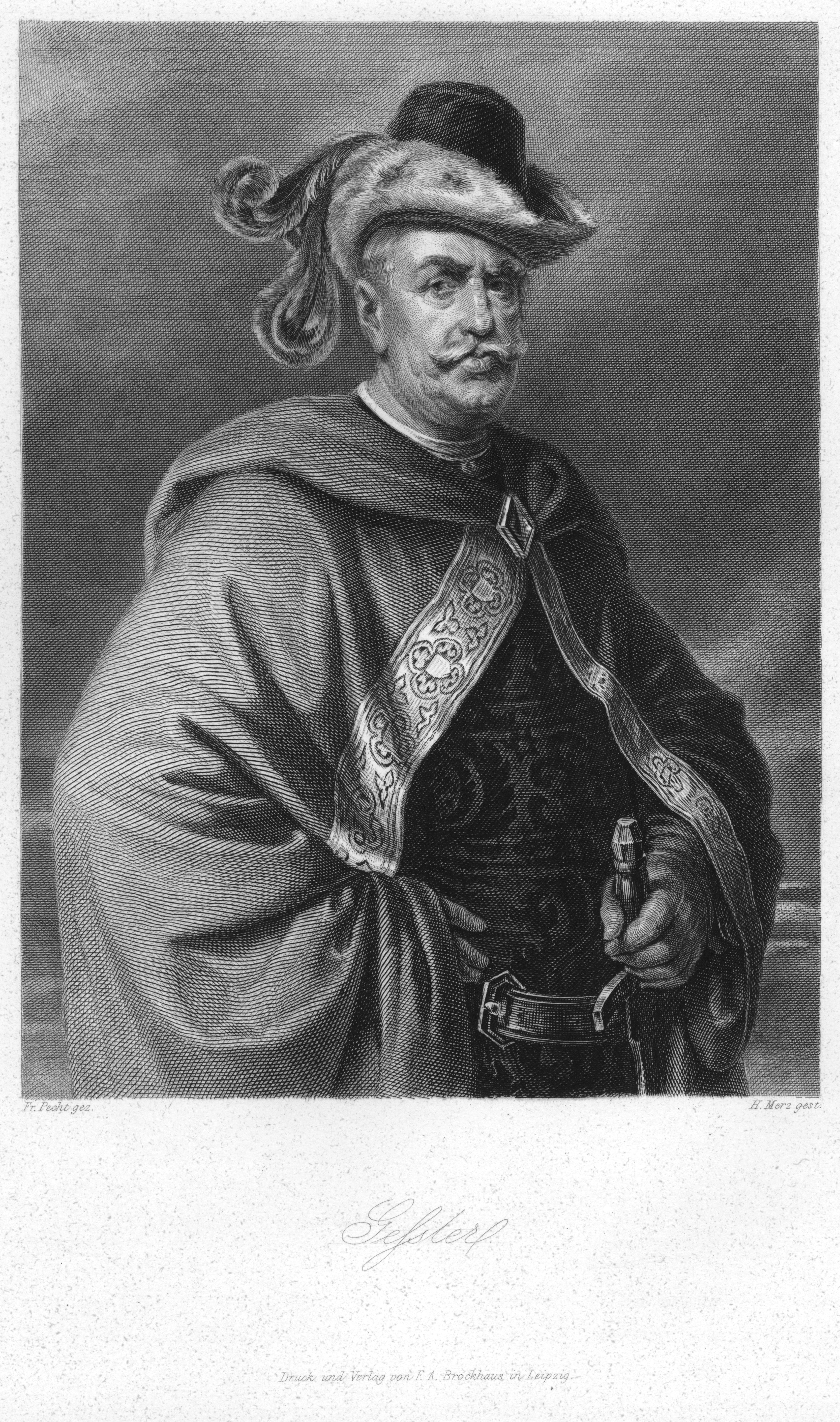
Stich von Heinrich Merz nach einer Zeichnung von Friedrich Pecht: Gessler, um 1859. Fiktive, nicht zeitgenösige Darstellung.

Gessler und Tell; Zeichnung von Ernst Stückelberg

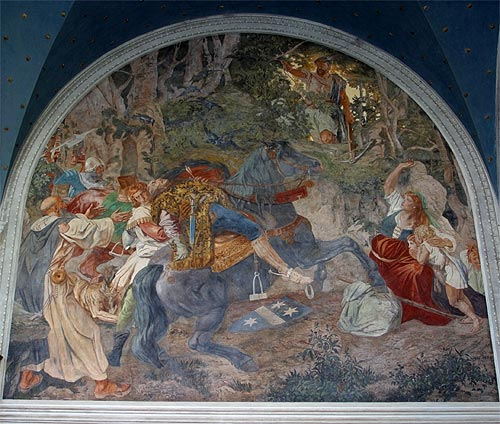
Gesslers Tod, Fresko in der Tellskapelle am Vierwaldstättersee

Nach der Legende bei Aegidius Tschudi soll Wilhelm Tell, ein Mitglied im Bund der Eidgenossen, in der Hohlen Gasse bei Küssnacht am Rigi den hohen habsburgischen Staatsbeamten Gessler mit einem Pfeil aus seiner Armbrust erschossen haben,
nachdem dieser ihn zum Apfelschuss gezwungen hatte und danach lebenslang einkerkern wollte.
Dieser Tyrannenmord sei der unmittelbare Anlass für den bewaffneten Aufstand der heimlich Verbündeten gewesen.
Im Weissen Buch von Sarnen von 1470 wurde von einem «… gesler / der ward vogt ze Vre vnd ze Switz …» berichtet.

Eine Familie mit Namen Gessler (auch Gesler oder Gisler) von Meienberg ist im Aargauischen seit Mitte des 13. Jahrhunderts als Ministerialenfamilie im Dienste der Habsburger nachgewiesen und hielt verschiedenste Ländereien in Pacht oder Eigentum.
Ihr Aufstieg ist eng mit jenem der Habsburger verknüpft, die von lokalen Adligen zu Grafen und Herzögen des Heiligen Römischen Reiches aufstiegen und schliesslich zur Königswürde gelangten.
Ein Heinrich Gessler erlangte 1319 die Ritterwürde. Sein Sohn Hermann hatte 1375 als habsburgischer Kämmerer und Rat tatsächlich das Amt eines Landvogtes inne, aber nicht in Altdorf in Uri, sondern im Zürcher Schloss Grüningen. Im späten 14. Jahrhundert waren die Gessler von Meienberg auch Besitzer des Schlosses Brunegg.
Gisler ist ein altes und stark verzweigtes Geschlecht im Kanton Uri. Ein Walter Gisler ist 1365 als Schiedsrichter in Seelisberg erwähnt.
Die Herkunft des Geschlechtsnamens Gessler, Gisler usw. ist der Personenname Giselher.
Im Mittelalter stand diese Herleitung in volksetymologischer Konkurrenz mit der Anknüpfung an mittelhochdeutsch gîseler‚ Schuldeneintreiber‘.
Die Geschichtsforschung im 19. Jahrhundert versuchte mögliche historische Vorbilder für die Figur Gesslers zu finden.
Ein Vogt dieses Namens in Schwyz oder Uri liess sich nicht belegen.
Angeführt wird dagegen ein Johannes Gessler, der 1314 als Grundbesitzer in Küssnacht belegt ist.